# Yamaha YZ250F
A Yamaha YZ250F egy crossmotor amit a Yamaha gyárt 2001-től.
Egy 5 szelepes, 4 ütemű DOHC motor hajtja. A 2001-es modellhez képest csak az alumínium vázon hajtottak végre kisebb változtatásokat.

## Lásd még
- YZ250
- YZ125
- YZ450

## Külső hivatkozások
- Yamaha hivatalos honlap